# Камешково (Лухский район)
Камешково — деревня в Лухском районе Ивановской области России, входит в состав Порздневского сельского поселения.

## География
Расположено на берегу реки Порздня в 9 км на север от центра поселения села Порздни в 25 км на северо-восток от районного центра посёлка Лух, на противоположном берегу Порздни расположено урочище Башкино (бывшее село).

## История

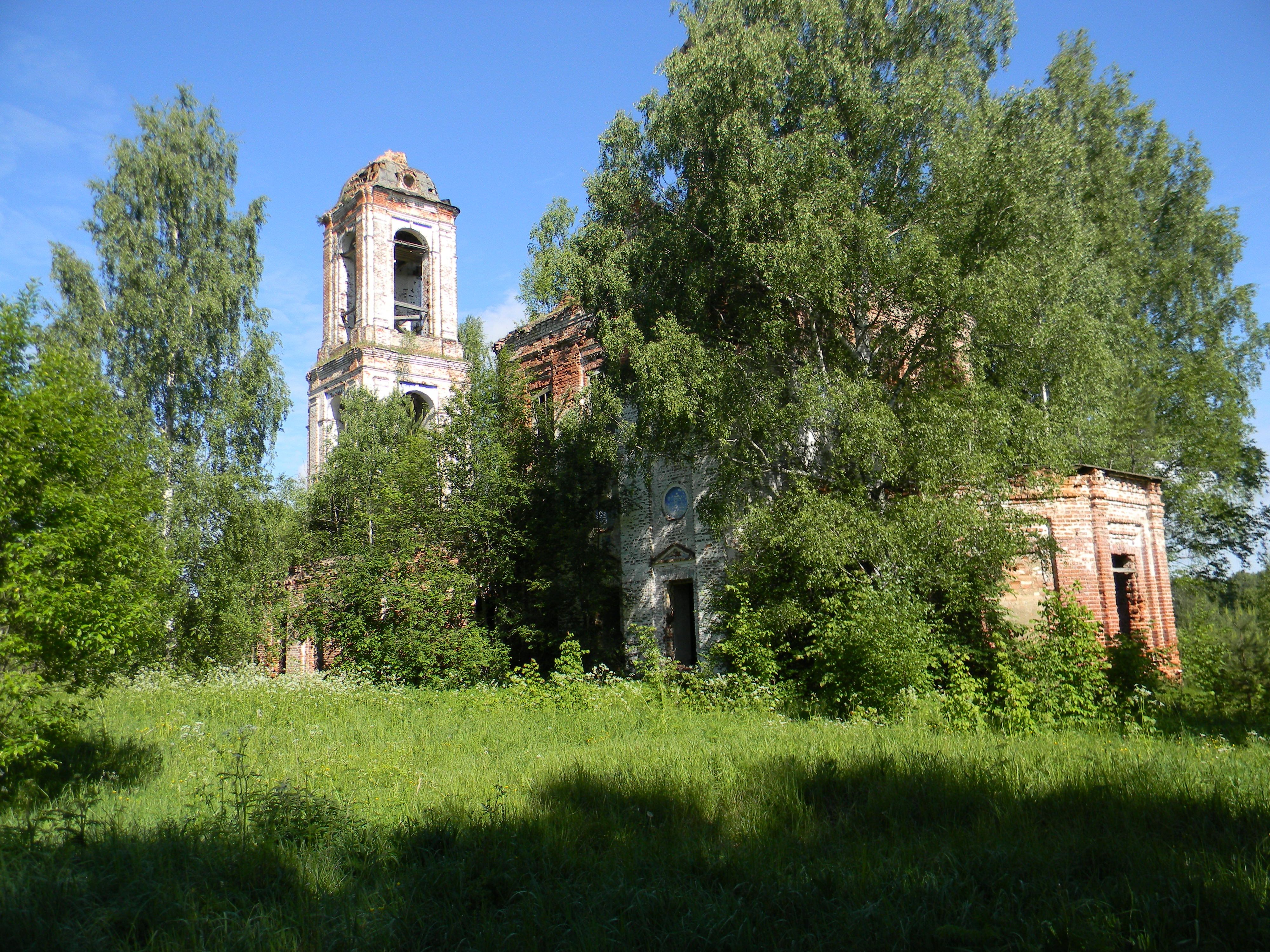
Церковь иконы Божией Матери Знамение в Башкино

В 1817 году в селе Башкино близ деревни на средства прихожан была построена каменная Знаменская церковь с колокольней и каменной оградой, престолов в церкви было 3.
В XIX — первой четверти XX века деревня Камешково и село Башкино входили в состав Ново-Воскресенской волости Юрьевецкого уезда Костромской губернии, с 1918 года — Иваново-Вознесенской губернии.
С 1935 года деревня входила в состав Нововоскресенского сельсовета Лухского района Ивановской области, с 2005 года — в составе Порздневского сельского поселения. 

## Население
| 1872 | 1897 | 1907 | 2002 | 2010 |
| ---- | ---- | ---- | ---- | ---- |
| 120  | ↗129 | ↗162 | ↘11  | ↘4   |

## Достопримечательности
В урочище Башкино расположена недействующая Церковь иконы Божией Матери "Знамение" (1817)